# Millcreek (Utah)
Millcreek è un comune (city) degli Stati Uniti d'America, situato nello stato dello Utah, nella contea di Salt Lake.
Fino al 28 dicembre 2016 la località era incorporata come census-designated place.